# Lamagdelaine

Lamagdelaine este o comună în departamentul Lot din sudul Franței. În 2009 avea o populație de 757 de locuitori.

## Evoluția populației
| An        | 1975 | 1982 | 1990 | 1999 | 2006 | 2009 |
| --------- | ---- | ---- | ---- | ---- | ---- | ---- |
| Populație | 443  | 626  | 731  | 740  | 762  | 757  |